# Sverre norvég király
Sverre Sigurdsson (óészakiul: Sverrir Sigurðarson) (1149/1151 – 1202. március 9.) Norvégia királya volt 1184-től haláláig. Felesége Margareta Eriksdotter, IX. Erik svéd király lánya volt, akitől egy lánya, Kristina Sverresdotter született.
Sokan Norvégia egyik legfontosabb uralkodójának tartják. A birkebeinerek nevű lázadó csoport vezetőjeként emelkedett a hatalomba, akik V. Magnus király ellen keltek fel. Miután Magnus 1184-ben elesett a Fimreitei csatában, Sverre lett az ország egyedüli ura. Az egyházzal való ellentétei azonban 1194-ben a kiközösítéséhez vezettek. Újabb polgárháború kezdődött az egyház által támogatott baglerek ellen, ami azonban csak Sverre halála után zárult le.

## Pályafutása
A saga szerint Sverre 1151-ben született. Apja feröeri származású volt, és ötéves  korában a család a szigetekre költözött. Sverre nagybátyja, Roe feröeri püspök házában nőtt fel, a kirkjubøuri püspöki udvarban. Itt tanult a szemináriumban, és pappá is szentelték.
Amikor anyja elmondta neki, hogy voltaképpen II. Sigurd fia, Sverre Norvégiába ment (1174), hogy magának követelje a trónt. 1177-re az V. Magnus királlyal szemben álló „nyírfalábúak” vezetője lett. A hadvezérnek is rátermett Sverrét királynak kiáltották ki a trondheimi tartományban, és 1179-ben döntő győzelmet aratott Magnus felett. Az 1184. évi újabb győztes csata és Magnus megölése után Sverre lett Norvégia egyedüli uralkodója. A papnak nevelt király maga mondott beszédet ellenfele sírjánál, azután pedig ünnepélyesen a fejére tette a koronát.
Neki is számos trónkövetelővel kellett megküzdenie, akiket küzdelmükben az úgynevezett baglerek (kampós botot viselők) támogattak, de utóbb már a nyírfalábúak közül is sokan csatlakoztak Sverre ellenségeihez.
Sverre még 1183-ban békét kötött V. Magnus hívével, a száműzött Eystein Erlendsson érsekkel, aki visszatérhetett Norvégiába. Eystein utódja, Erik Ivarsson azonban rossz szemmel nézte, hogy a király magának tartotta fenn az érsekválasztás jogát, és csökkenteni akarta az érsek személyes katonaságának létszámát, ezért nem volt hajlandó megkoronázni Sverrét, hanem 1190-ben, sok püspökkel együtt, Dániába menekült. A Norvégiában maradt püspökök 1194-ben megkoronázták Sverrét, de III. Celesztin pápa ebben az évben kiközösítette, amit 1198-ban III. Ince pápa felfüggesztett. Később III. Ince pápa a királlyal együtt kiközösítette őket. A pápai vádakra és a kiközösítésre Sverre sem késlekedett a válasszal; a "Beszéd a püspök ellen" a kor legszókimondóbb nyilatkozata az egyház feletti világi hatalom védelmében.
Oslo ellenlábas püspöke, Nicholas Arnesson összefogott a száműzött Erik Ivarsson érsekkel, és hajóhaddal tért vissza Norvégiába, kirobbantva a pásztorbotháborúnak nevezett felkelést, amelyet a Sverre egyházi és közigazgatási reformjait ellenző egyházi és világi vezetők csoportja szított. Nicholas ellenőrzése alá vonta Kelet-Norvégia nagy részét, megnyerte a köznép támogatását, és már a Sverre kezén lévő, belső területeket fenyegette, amikor 1199-ben súlyos vereséget szenvedett, és bár az egyház bizonyos kiváltságokat visszaszerzett (mentesség a katonaállítás alól, független egyházi bíráskodás), előző vezető szerepét elveszítette. Sverre 1202-re megtörte a pásztorbotosok ellenállását, de a belháború halála után is folytatódott.
A király 18 évnyi uralkodás után a trónon ülve fogadta az utolsó kenetet, és miután kijelentette, hogy nincs semmiféle más férfiivadéka, csak a fia, Haakon, örök álomra hunyta le a szemét.

## Egyéb
Sverre életútját beszéli el az izlandi Sverris saga.

## Gyermekei
Sverre első házasságát Astrid Roesdotterrel kötötte, aki két fiút szült férjének:
- Cecilia[7] ∞ 1) Einar Prest 2) Gregorius Kik
- Ingeborg[7] ∞ Karl Sverkersson

Második felesége Svédországi Margit (1155 – 1209), IX. Erik svéd király leánya lett, ő tőle négy gyermek született:
- Sigurd Lavard[7] (1175 – 1199)
- Haakon[7] (1182 – 1204. január 1.)
- Krisztina[7] (? – 1213) ∞ Filip Simonsson
- Erling[7]